# Константінос Логофетопулос
Константінос Логофетопулос (грец. Κωνσταντίνος Λογοθετόπουλος; 1878 — 6 липня 1961) — грецький лікар, за часів Другої світової війни співпрацював з нацистами та очолював грецький колабораціоністський уряд.

## Життєпис
Вивчав медицину в Мюнхені, після цього проживав у Німеччині до 1910 року, де мав медичну практику й викладав. У Греції заснував приватну клініку. Як військовий лікар брав участь в обох Балканських війнах. 1916 звільнений з військової служби, продовжив приватну лікарську практику. Був знову призваний до лав збройних сил 1922 року під час Другої греко-турецької війни. Після її завершення став професором гінекології в Афінському університеті.
За часів німецької окупації — глава лялькового уряду. 1944 року втік до Німеччини, був узятий в полон американцями, які видали його 1946 грецькій владі. Був засуджений до довічного ув'язнення, але звільнений 1951. Помер в Афінах 1961 року.